# Liste von Wegweisersäulen in der Stadt Dresden
- Karte mit allen Koordinaten:
- OSM |
- WikiMap

Diese Aufzählung ist eine Teilliste der Liste von Wegweisersäulen in Sachsen.

## Stadt Dresden
| Bild                             | Bezeichnung                      | Lage                                                  | Datierung                                      | Beschreibung | ID                       |
| -------------------------------- | -------------------------------- | ----------------------------------------------------- | ---------------------------------------------- | --- | ------------------------ |
| Wegweisersäule Brabschütz        | Wegweisersäule Brabschütz        | Zum Schwarm (Karte)                                   | vor 2016 (Kopie des Originals von 1839)        | Kopie des Originals von 1839, bemerkenswertes Beispiel mit herausgearbeitetem Kopf und Inschrift, Sandstein, ortsgeschichtlich und verkehrsgeschichtlich bedeutend                                                                                             | 09301020                 |
| Bild gesucht                     | Wegweisersäule Cossebaude        | Dresdner Str./ Gohliser Str. (Karte)                  |                                                | |                          |
| Wegweisersäule Cunnersdorf       | Wegweisersäule Cunnersdorf       | (Karte)                                               |                                                | |                          |
| Wegweisersäule Dresdner Heide    | Wegweisersäule Dresdner Heide    | Königsplatz/Kannenhenkelweg (Karte)                   |                                                | |                          |
| Wegweisersäule Dresdner Heide    | Wegweisersäule Dresdner Heide    | Prießnitzgrundweg (Karte)                             |                                                | |                          |
| Wegweisersäule Dresdner Heide    | Wegweisersäule Dresdner Heide    | Sandschluchtweg/Prießnitzgrundweg (Karte)             |                                                | |                          |
| Wegweisersäule Gönnsdorf         | Wegweisersäule Gönnsdorf         | Schönfelder Landstraße (Karte)                        |                                                | |                          |
| Wegweisersäule Gomlitz           | Wegweisersäule Gomlitz           | Alte Moritzburger Str./ Radeberger Landstraße (Karte) |                                                | |                          |
| Wegweisersäule Gompitz           | Wegweisersäule Gompitz           | (Karte)                                               |                                                | |                          |
| Weitere Bilder                   | Wegweisersäule Gostritz          | Altgostritz (Karte)                                   | bezeichnet 1836 (Wegestein)                    | Sandsteinpfeiler mit quadratischem Grundriss und nach allen vier Seiten gegiebelter Deckplatte, mit richtungsweisenden Händen als Reliefs in die angegebenen Orte, ein ungewöhnlicher Wegweiser in den Dörfern um Dresden, verkehrsgeschichtlich von Bedeutung | 09211935                 |
| Bild gesucht                     | Wegweisersäule Kaditz            | Übigauer Straße 10 (vor) (Karte)                      | 1845 (Wegestein)                               | bemerkenswertes Beispiel mit herausgearbeitetem Kopf und Inschrift, Sandstein, ortsgeschichtlich und verkehrsgeschichtlich bedeutend. | 09217707                 |
| Wegweisersäule Kauscha           | Wegweisersäule Kauscha           | Fritz-Meinhardt-Straße (Karte)                        | bezeichnet 1851 auf der Rückseite (Wegestein)  | Schaft mit Kopf und Bedachung, verschiedene Inschriften und Richtungsweise, ortsgeschichtlich bedeutend, in seiner Form singulär | 08963211                 |
| Wegweisersäule Kleinpestitz      | Wegweisersäule Kleinpestitz      | Altpestitz (Karte)                                    | 1. H. 19. Jh. (Wegestein)                      | Schaft mit eigenwilliger Kopfgestaltung und Inschrift, Sandstein, ortsgeschichtlich bedeutend | 09301595                 |
| Weitere Bilder                   | Wegweisersäule Kleinpestitz      | Possendorfer Straße (Karte)                           | Mitte 19. Jh. (Wegestein)                      | Sandsteinstele, flach abgerundeter Abschluss, zwei markante Inschriftfelder, dazu Richtungsweiser, ortsgeschichtlich bedeutend | 09302604                 |
| Wegweisersäule Krieschendorf     | Wegweisersäule Krieschendorf     | Krieschendorfer Straße 2 (bei) (Karte)                | 2. Hälfte 19. Jh. (Wegestein)                  | Sandsteinstele mit vertieften Inschriftfeldern (Inschriften: Schönfeld, Reitzendorf, Pillnitz und Schullwitz sowie Pillnitz und Rockau einschl. Richtungsweiser), ortsgeschichtlich und verkehrsgeschichtlich von Bedeutung                                    | 09304538                 |
| Wegweisersäule Krieschendorf     | Wegweisersäule Krieschendorf     | Krieschendorfer Straße / Am Pillnitzberg (Karte)      |                                                | |                          |
| Wegweisersäule Krieschendorf     | Wegweisersäule Krieschendorf     | Krieschendorfer Straße / Zur Hohle (Karte)            |                                                | |                          |
| Wegweisersäule Langebrück        | Wegweisersäule Langebrück        | Hauptstraße 44 (gegenüber) (Karte)                    | 2. Hälfte 19. Jh. (Wegestein)                  | Stele mit gestaltetem Abschluss und Inschriftfeld, Wegweiser u. a. nach Klotzsche und Grünberg, ortsgeschichtlich und verkehrsgeschichtlich bedeutend. | 09306267                 |
| Wegweisersäule Langebrück        | Wegweisersäule Langebrück        | Liegauer Straße / Weixdorfer Weg (Karte)              |                                                | |                          |
| Wegweisersäule Lausa             | Wegweisersäule Lausa             | Königsbrücker Landstraße / Grünberger Straße (Karte)  |                                                | |                          |
| Wegweisersäule Lausa             | Wegweisersäule Lausa             | Königsbrücker Landstraße / Radeberger Weg (Karte)     |                                                | |                          |
| Wegweisersäule Leubnitz-Neuostra | Wegweisersäule Leubnitz-Neuostra | Goppelner Straße (Karte)                              | bezeichnet 1832 (Wegestein)                    | Wegestein mit Schaft, Inschrift, Richtungsweiser im Relief und markante Kopfgestaltung; bedeutend für die Verkehrsgeschichte. | 09300888                 |
| Bild gesucht                     | Wegweisersäule Lockwitz          | Lockwitzgrund / Sobrigauer Weg (Karte)                |                                                | |                          |
| Bild gesucht                     | Wegweisersäule Marsdorf          | Am Erlicht (Karte)                                    |                                                | |                          |
| Wegweisersäule Marsdorf          | Wegweisersäule Marsdorf          | Marsdorfer Hauptstraße / Zum Birkhübel (Karte)        |                                                | |                          |
| Bild gesucht                     | Wegweisersäule Marsdorf          | Zum Spitzeberg (Karte)                                |                                                | |                          |
| Wegweisersäule Merbitz           | Wegweisersäule Merbitz           | Merbitzer Ring / An der Autobahn (Karte)              |                                                | |                          |
| Weitere Bilder                   | Wegweisersäule Mobschatz         | Kirchenweg (Karte)                                    | vor 2015 (Kopie des Originals aus dem 19. Jh.) | Kopie des Originals aus dem 19. Jh., dem Bestand entsprechend, verkehrsgeschichtlich von Bedeutung | 09283231                 |
| Wegweisersäule Mockritz          | Wegweisersäule Mockritz          | (Karte)                                               |                                                | |                          |
| Weitere Bilder                   | Wegweisersäule Nickern           | Dohnaer Straße (Karte)                                | 2. V. 19. Jh. (Wegestein)                      | Wegestein mit Schaft, Inschrift und markanter Kopfgestaltung, bedeutend für Verkehrsgeschichte | 09300889                 |
| Wegweisersäule Niederwartha      | Wegweisersäule Niederwartha      | Tännichtgrundstraße (Karte)                           | 1841                                           | |                          |
| Weitere Bilder                   | Wegweisersäule Niederwartha      | Weistropper Straße (Karte)                            | um 1830 (Wegestein)                            | Stele mit gestaltetem Abschluss und Inschrift (Wildberg und Meißen sowie Weistropp und Wilsdruff einschl. Richtungsweiser), ortsgeschichtlich und verkehrsgeschichtlich bedeutend.                                                                             | 09275236                 |
| Weitere Bilder                   | Wegweisersäule Niederwartha      | Weistropper Straße (Karte)                            | bezeichnet 1832 (Wegestein)                    | Stele mit gestaltetem Abschluss und Inschrift zu Weistropp und Oberwartha, ortsgeschichtlich und verkehrsgeschichtlich bedeutend. | 09275252                 |
| Wegweisersäule Oberpoyritz       | Wegweisersäule Oberpoyritz       | Lohmener Straße (Karte)                               | 2. V. 19. Jh. (Wegestein)                      | mit Schaft, Inschrift und außergewöhnlicher Kopfgestaltung, bedeutend für Verkehrsgeschichte | 09300887                 |
| Bild gesucht                     | Wegweisersäule Oberwartha        | Friedensplatz (Karte)                                 |                                                | |                          |
| Wegweisersäule Oberwartha        | Wegweisersäule Oberwartha        | Unkersdorfer Landstraße (Karte)                       |                                                | |                          |
| Bild gesucht                     | Wegweisersäule Omsewitz          | (Karte)                                               |                                                | |                          |
| Wegweisersäule Pennrich          | Wegweisersäule Pennrich          | Oskar-Maune-Str./Altnossener Str. (Karte)             |                                                | |                          |
| Wegweisersäule Pillnitz          | Wegweisersäule Pillnitz          | Am Pillnitzberg (Karte)                               | 1. Hälfte 19. Jh. (Wegestein)                  | Sandsteinstele mit Inschriften am Kopf, ortsgeschichtlich und verkehrsgeschichtlich bedeutend | 09301599                 |
| Wegweisersäule Pillnitz          | Wegweisersäule Pillnitz          | Copitzer Straße - (Karte)                             | 2. H. 19. Jh. (Wegestein)                      | Wegestein mit Schaft und Inschrift, bedeutend für Verkehrsgeschichte | 09300886                 |
| Wegweisersäule Räcknitz          | Wegweisersäule Räcknitz          | Räcknitzhöhe/Bergstraße (Karte)                       |                                                | |                          |
| Wegweisersäule Rähnitz           | Wegweisersäule Rähnitz           | Vorerlenweg (Karte)                                   |                                                | |                          |
| Wegweisersäule Reitzendorf       | Wegweisersäule Reitzendorf       | Meixstraße 9 (vor) (Karte)                            | Mitte 19. Jh. (Wegestein)                      | Stele mit geschweiftem Abschluss, Inschrift | 09283679                 |
| Weitere Bilder                   | Wegweisersäule Reitzendorf       | Zum Triebenberg (Karte)                               |                                                | | Wikidata-Objekt anzeigen |
| Bild gesucht                     | Wegweisersäule Rennersdorf       | Rennersdorfer Hauptstraße (Karte)                     | bez. 1811 (Wegesäule)                          | ortsgeschichtlich bedeutend | 09283197                 |
| Wegweisersäule Rochwitz          | Wegweisersäule Rochwitz          | (Karte)                                               |                                                | |                          |
| Wegweisersäule Schönborn         | Wegweisersäule Schönborn         | Langebrücker Str./ Roter Grabenweg (Karte)            |                                                | |                          |
| Wegweisersäule Schönborn         | Wegweisersäule Schönborn         | Roter Grabenweg NO (Karte)                            |                                                | |                          |
| Wegweisersäule Schönborn         | Wegweisersäule Schönborn         | Roter Grabenweg SW (Karte)                            |                                                | |                          |
| Bild gesucht                     | Wegweisersäule Schönborn         | Seifersdorfer Straße (Karte)                          |                                                | |                          |
| Wegweisersäule Schönfeld         | Wegweisersäule Schönfeld         | Markt (Karte)                                         |                                                | |                          |
| Wegweisersäule Schullwitz        | Wegweisersäule Schullwitz        | Weißiger Straße 13 (bei) (Karte)                      | 2. Hälfte 19. Jh. (Wegestein)                  | Sandsteinstele mit vertieften Inschriftfeldern (Inschriften: Napoleonstein, Eschdorf, Weißig und Rossendorf einschl. Richtungsweiser), ortsgeschichtlich und verkehrsgeschichtlich von Bedeutung                                                               | 09305680                 |
| Wegweisersäule Söbrigen          | Wegweisersäule Söbrigen          | (Karte)                                               |                                                | |                          |
| Wegweisersäule Steinbach         | Wegweisersäule Steinbach         | Steinbacher Grundstraße / Am Mühlberg (Karte)         | 2. Hälfte 19. Jh. (Wegestein)                  | Sandstein, mit Inschriften und Richtungspfeilen, ortsgeschichtlich und verkehrsgeschichtlich bedeutend | 09283154                 |
| Wegweisersäule Steinbach         | Wegweisersäule Steinbach         | Steinbacher Grundstraße (Karte)                       |                                                | |                          |
| Weitere Bilder                   | Wegweisersäule Tolkewitz         | Wehlener Straße (Karte)                               |                                                | | Wikidata-Objekt anzeigen |
| Wegweisersäule Unkersdorf        | Wegweisersäule Unkersdorf        | Am Schreiberbach (Karte)                              | 1. Hälfte 19. Jh. (Wegestein)                  | Sandstein mit herausgearbeiteter Krone, dazu Inschrift (nach Oberwartha, Kaufbach und Hündorf), ortsgeschichtlich bedeutend | 09283054                 |
| Wegweisersäule Wilschdorf        | Wegweisersäule Wilschdorf        | Lößnitzweg (Karte)                                    |                                                | |                          |
| Wegweisersäule Zschertnitz       | Wegweisersäule Zschertnitz       | Münzmeisterstraße (Karte)                             | bez. 1839 (Wegestein)                          | Sandsteinstele mit Inschriften, Eckprofile und kleinen Kapitellen am Kopf, ortsgeschichtlich bedeutend | 09301594                 |